# Cementerio de Guerra de Meiktila
El Cementerio de Guerra de Meiktila es uno de los dos cementerios conmemorativos de los soldados otomanos en Birmania (Myanmar). Está situado en Meiktila, en el distrito del mismo nombre en el centro de la región de Mandalay. Los Soldados otomanos que están enterrados en este cementerio, murieron después de que se convirtieron en prisioneros de guerra en el teatro de operaciones del Medio Oriente durante la Primera Guerra Mundial y fueron enviados por las Fuerzas Armadas británicas hasta un campo de trabajos forzados en este país. 
Alrededor de doce mil soldados del ejército otomano cayeron en manos de las fuerzas británicas durante la campaña del Sinaí, Palestina y Mesopotamia en la Primera Guerra Mundial. Los prisioneros de guerra otomanos fueron trasladados a Birmania, que estaba entonces bajo el dominio británico en condición de colonia.